# Ангел Ботев
Ангел Ботев е български художник. Почетен гражданин на Свищов.

## Биография и творчество
Роден е на 9 ноември 1931 г. в Свищов. Средното си образование завършва в гимназия „Алеко Константинов“. После работи в продължение на една година в Градския съвет, след което завършва ВИИИ „Николай Павлович“ в София. Първите три години след дипломирането си работи като аранжор в Градската търговия, а след това до 1969 г. е художник на свободна практика. Включва се активно в обществения и културен живот на града. Свири в градската духова музика, а от 1963 до 1969 г. и в симфоничен оркестър към читалището. Прави 16 сценографии за спектакли на оперетния и театрален състав. Ръководи школа по рисуване към читалището. Активно сътрудничи на вестник „Дунавско дело“. Инициатор и художествен оформител е на колоритните „Нептунови празници“ (1964–1968) и на хумористичните мачове (1966–1972), които са в основата на летния културен отдих на гражданите на Свищов.
Инициатор и художествен оформител е в продължение на години на празника на Свищов – „На гроздобер в Свищов“, който продължава и до днес под надслов „Свищовски лозници“. Автор и изпълнител е на много проекти за художествена украса на училища, заводи и обществени сгради, като мозаечното пано в Общинската болница и др. Дългогодишен и активен член е на читалищното настоятелство и музейния съвет.
През 1969 г. печели конкурс за преподаватели във Факултета по изобразително изкуство във Великотърновския университет „Кирил и Методий“. Там работи до пенсионирането си, а от 1992 до 2000 г. е хоноруван преподавател по иконография в Православния богословски факултет на университета. През тези години активно участва във всички изложби на свищовските художници, в изложбите на Дружеството на художниците от Велико Търново, в национални и международни изложби.
Организирал е 18 самостоятелни изложби, седем, от които в родния си град. Във всички тях голямата основна тема, неизбежно, е Стария Свищов и Дунава. Ангел Ботев има щастието да живее в Свищов, в един период от време, когато града все още не е загубил своя облик от епохата на Възраждането и годините след Освобождението. Като никой друг художник, той усети неповторимата атмосфера на „маазите“, „Велешана“, красивите тихи улици с къщи в стил Ампир и Барок, на дунавските пейзажи. Всичко това пресъздаде в стотици акварелни и маслени пейзажи, рисунки и скици. Освен несъмнена художествена, те имат и историческа стойност. По този начин той завеща на нас и поколенията след нас безценни художествени документи. Във фонда на свищовската Художествена галерия „Николай Павлович“ има близо 40 от тези най-типични за творчеството му образци, което издига нивото на колекцията, като цяло. Благороден е жестът, който нашия съгражданин прави в навечерието на юбилейната си изложба по повод 70-годишнината си, да подари на галерията 70 отбрани акварелни картини и скици с пейзажи от Стария Свищов, Дунава и строежа на СХК „Свилоза“.